# دبلیو (فیلم)
دابلیو. (به انگلیسی: W.) یک فیلم زندگی‌نامه‌ای آمریکایی در سبک کمدی-درام محصول سال ۲۰۰۸ که بر اساس زندگی جرج دابلیو. بوش ساخته شده‌است. این فیلم به کارگردانی الیور استون و نویسندگی استنلی ویزر با بازی جاش برولین در نقش بوش. بازیگران مکمل شامل الیزابت بنکس، جیمز کرامول، الن برستین، تاندیو نیوتن، جفری رایت، اسکات گلن و ریچارد درایفس هستند. فیلمبرداری در ۱۲ می ۲۰۰۸ در لوئیزیانا آغاز شد و فیلم در ۱۷ اکتبر ۲۰۰۸ اکران شد.

## داستان
در سال ۱۹۶۶، جورج دابلیو بوش به عنوان یک تعهد اپسیلون دلتا کاپا، تلاش دانشجویان دانشگاه ییل را تحمل کرد. بوش در طول این هجو، نام و نام مستعار بسیاری از اعضای برادر را به خاطر می‌آورد و اظهار می‌دارد که میراث سیاسی خانواده‌اش چیزی است که او هیچ علاقه‌ای به آن ندارد. پس از اینکه بوش به دلیل جنجالی پس از یک بازی فوتبال در نیوجرسی زندانی شد، پدرش جورج اچ دبلیو بوش اظهار داشت که به او کمک خواهد کرد، اما برای آخرین بار. بوش پس از فارغ‌التحصیلی از دانشگاه ییل، در یک کارخانه نفت در تگزاس مشغول به کار شد، اما پس از چند هفته استعفا داد. در سال ۱۹۷۱، «جونیور» آرزوهای واقعی خود را در گفتگوی پدر و پسری آشکار می‌کند: کار در بیسبال حرفه‌ای. بوش با کمک پدرش در مدرسه بازرگانی هاروارد پذیرفته شد. بوش پس از یک شب مشروب خواری زیاد، با ماشینش به املاک خانوادگی‌اش برخورد می‌کند و پدرش را به مبارزه با مشت دعوت می‌کند. برادر کوچکتر او، جب، مبارزه را متوقف می‌کند و …

## بازخوردها
در راتن تومیتوز، این فیلم بر اساس رای ۲۲۲ منتقد، با میانگین امتیاز ۶ از ۱۰، دارای ۵۸ درصد محبوبیت است. در متاکریتیک، فیلم بر اساس نقدهای ۳۶ منتقد، میانگین وزنی ۵۶ از ۱۰۰ را دارد که نشان‌دهنده «بررسی‌های مختلط یا متوسط» است.

### گیشه
این فیلم به ترتیب با ۱۰٫۵۰۵٫۶۶۸ دلار از ۲٫۰۳۰ سینما با میانگین ۵٫۱۷۵ دلار در رتبه ۴ پس از زندگی مخفی زنبورها، بورلی هیلز چی‌واوا و مکس پین قرار گرفت. بودجه فیلم ۲۵٫۱ میلیون دلار بود و ۲۵٫۵ میلیون دلار در آمریکای شمالی و ۳٫۴ میلیون دلار در سطح بین‌المللی فروخت.